# Johannes Hedberg
Wilhelm Fritiof Johannes Hedberg, född 7 december 1912 i Taloda, Indien, död 21 september 2001 i Örgryte församling, Göteborg
, var docent och lektor i engelska. Han var en av dem som tog initiativet till Folkuniversitetet syd (Kursverksamheten vid Lunds universitet). 
Johannes Hedberg var son till en missionär från Småland, Enok Hedberg (1871–1947). Hindi var det språket som han växte upp med och först lärde sig. Under en längre vistelse i Los Angeles lärde han sig sedan engelska vid fem års ålder. Svenska lärde han sig först när han kom till Sverige 1919. Hedberg tog studenten i Eksjö och fortsatte därefter att studera engelska, romanska språk och tyska i Lund, där han 1945 disputerade i engelska på avhandlingen The Syncope of the Old English Present Endings. Efter några år som lektor i Örebro var han docent och universitetslektor i Göteborg fram till pensioneringen 1977.
Hedberg sökte nya vägar att bryta den akademiska isoleringen och detta gällde inte minst språkundervisningen, som enligt hans mening inte borde inskränka sig till en "mer eller mindre avancerad kyparutbildning" utan måste ges ett litterärt och kulturellt innehåll. Det var denna grundsyn som präglade hans verksamhet under mer än trettio år. Han skrev också läroböcker i språk, både för gymnasieskolan och universitetet, och var en flitig medarbetare i tidskriften "Moderna språk". Hedberg tog också initiativet till bildandet av det litterära sällskapet James Joyce Society of Sweden and Finland.
Johannes Hedberggymnasiet i Helsingborg är uppkallat efter Hedberg.
Hedberg var bror till Lydia Hedberg-Schlaug (1920–2005), fil.dr och lektor i tyska, samt far till reklammannen Tomas Hedberg (1944–2011).